# Nijolė Sabaitė
Nijole Sabaitė (* 12. srpna 1950 Raseiniai) je bývalá litevská běžkyně, která startovala za SSSR.
Sabaitė zahájila atletickou kariéru v roce 1967. Byla členkou národního týmu SSSR od roku 1970. Startovala hlavně na 800 metrů a v roce 1972 získala stříbrnou olympijskou medaili za Hildegard Falck (zlato) a Gunhild Hoffmeisterová (bronz). Studovala ve Vilniusu pedagogický institut. V roce 1972 získala Řád čestného odznaku.